# Zítra se bude tančit všude
Zítra se bude tančit všude (littéralement en français Demain, il y aura de la danse partout) est un film tchécoslovaque réalisé par Vladimír Vlček et sorti en 1952.

## Scénario
Le film montre la vie joyeuse, la camaraderie, l'amitié de toutes les nations, la paix par des chants et des danses folkloriques pour mettre en valeur le régime de la République tchécoslovaque. 
Le premier Festival mondial de la jeunesse, qui se tient à Prague en 1947, incite les étudiants Alena, Lojza, Věra et Mirek à fonder un groupe de danse. Pavel Hrubeš, étudiant en ethnographie et directeur d'un séminaire d'ethnographie à l'université, devient conseiller expert et emmène les étudiants avec lui. Alena devient le leader idéologique. Les représentants du groupe se rendent en Valachie, où ils recueillent de précieuses informations sur les chants et les danses auprès de témoins.
Le film est projeté au Festival international du film de Karlovy Vary et aux Fêtes des travailleurs où il remporte le prix de l'amitié entre les nations pour son expression optimiste et joyeuse de l'idée de la solidarité internationale de la jeunesse et pour avoir souligné le rôle important de la créativité populaire dans cette société pacifique.

## Fiche technique
- Genre : Comédie musicale
- Durée : 92 min (Version du réalisateur : 104 min)
- Réalisateur : Vladimír Vlček
- Scénario : Vladimír Vlček, Božena Šochová, Pavel Kohout
- Photographie : Václav Huňka
- Musique : Ludvík Podéšť

## Distribution
- Zdeněk Buchvaldek : l'étudiant en ethnographie
- Eva Kubešová : la rédactrice en chef Alena Kopecká
- Miloš Nesvadba : Lojza Novák, étudiant en agronomie
- Marcela Martínková : Rozarka Cedidlova
- Jiri Vala : l'ouvrier Mirek
- Jiri Adamíra : l'étudiant Ruda Chvátal
- Pavel Šmok : l'étudiant Ota Lukas
- Ludmila Vendlová : l'étudiante Hanka Cervená
- An Son-Chi : la danseuse coréenne An Son-Chi
- Jaroslav Hrkal : Georges